# Мале Уро
Мале Уро (рос. Малое Уро) — село Баргузинського району, Бурятії Росії. Входить до складу Сільського поселення Уринське.
Населення — 178 осіб (2015 рік).